# Kreis Greiz
| Basisdaten                     | Basisdaten                                   |
| ------------------------------ | -------------------------------------------- |
| Bezirk der DDR                 | Gera                                         |
| Kreisstadt                     | Greiz                                        |
| Fläche                         | 228 km² (1989)                               |
| Einwohner                      | 54.971 (1989)                                |
| Bevölkerungsdichte             | 241 Einwohner/km² (1989)                     |
| Kfz-Kennzeichen                | N (1953–1990) NF (1974–1990) GRZ (1991–1994) |
|                                |                                              |
| Der Kreis Greiz im Bezirk Gera |                                              |

Der Kreis Greiz war ein Landkreis im Bezirk Gera in der DDR, der von 1952 bis 1990 bestand. Ab 1990 bestand er als Landkreis Greiz im neugebildeten Bundesland Thüringen in der Bundesrepublik Deutschland weiter. Sein Gebiet liegt heute im Landkreis Greiz in Thüringen und im Vogtlandkreis in Sachsen. Der Sitz der Kreisverwaltung befand sich in Greiz.

## Geographie
Der Kreis Greiz war der flächenmäßig kleinste und der am dichtesten bevölkerte Kreis des Bezirks Gera.

### Nachbarkreise
Der Kreis Greiz grenzte im Uhrzeigersinn im Norden beginnend an die Kreise Gera-Land, Werdau, Reichenbach, Plauen-Land und Zeulenroda.

### Naturraum
Der Süden des Kreises, einschließlich der Städte Greiz und Elsterberg, war Teil des etwa 400 bis 500 m hohen Mittelvogtländischen Kuppenlandes, das von dem 40 bis 60 m tiefen Tal der Weißen Elster durchzogen wurde. Der fruchtbare Lößboden machte in diesem Gebiet Weizenanbau möglich. Der Südwesten und die ganze nördliche Kreishälfte waren Teil der Ostthüringisch-Vogtländischen Hochflächen, ein Schiefergebirge, in dem sich aufgrund der Gleichartigkeit des Gesteins eine flachwellige Landoberfläche entwickelt hatte.

## Geschichte ab 1952
Das Gebiet um die Stadt Greiz war geprägt von der landwirtschaftlichen Produktion, die vor dem Zweiten Weltkrieg von vielen kleineren Bauerngehöften geprägt war. Mit dem Einmarsch der Roten Armee und der Einführung sozialistischer Strukturen änderte sich diese Situation im Jahr 1952. Nun wurden die Güter und Viehbestände umverteilt und die Betriebe zu großen Landwirtschaftlichen Produktionsgenossenschaften (LPG) zusammengelegt.
Die ersten dieser neu gegründeten Genossenschaften waren die „LPG Edwin Hoernle“ in Markersdorf, die „LPG Philipp Müller“ in Lunzig Kauern, die „LPG Thomas Müntzer“ in Greiz-Schönfeld und die „LPG Neues Leben“ in Wolfersdorf.
In Folge eines 1972 vereinbarten Verkehrsabkommens zum Kleinen Grenzverkehr zwischen der Bundesrepublik Deutschland und der Deutschen Demokratischen Republik befand sich der Kreis Greiz in dessen Geltungsbereich. Damit hatten Bürger festgelegter Grenzzonen der Bundesrepublik Deutschland die Möglichkeit, zu Kurzaufenthalten in den Landkreis Greiz einzureisen.

## Territorialstruktur

### Kreisbildung
| |
| - Hellgrün: Landkreis Greiz vor dem 1. Juli 1950 - Dunkelgrün: ab 1. Juli 1950 zum Landkreis Greiz - Stand Gemeindegrenzen, Landesgrenzen und schwarze Kreisgrenzen: 1. Juli 1950 - Stand rote Kreisgrenzen: 1. Januar 1956 |

Durch das Gesetz über die weitere Demokratisierung des Aufbaus und der Arbeitsweise der staatlichen Organe in den Länder in der Deutschen Demokratischen Republik vom 23. Juli 1952 kam es in den noch bestehenden fünf Ländern der DDR zu einer umfangreichen Kreisreform.
So wurden am 25. Juli 1952 die Länder aufgelöst und 14 Bezirke eingerichtet. Hierbei wurden traditionelle Kreise aufgelöst oder in kleinere Kreise aufgespalten, wobei es auch über die Grenzen der ehemaligen fünf Länder hinweg zu Gebietsänderungen kam. Der seit 1922 bestehende Landkreis Greiz gab 38 Gemeinden an den neugegründeten Kreis Zeulenroda ab, mit Fraureuth und Gottesgrün wechselten zwei Gemeinden in den Bezirk Karl-Marx-Stadt (Kreis Werdau). Der Kreis wurde dem neugebildeten Bezirk Gera zugeordnet, Kreisstadt und Sitz der Verwaltung (Rat des Kreises bis 1990; danach Landratsamt) wurde Greiz.
Folgende 36 Gemeinden stammten aus dem alten Landkreis Greiz und bildeten zusammen mit der Stadt Elsterberg und den Gemeinden Cunsdorf, Görschnitz, Noßwitz, Pansdorf und Tremnitz aus dem alten Landkreis Plauen den neuen Kreis Greiz:
Albersdorf, Altgernsdorf, Berga a. d. Elster, Clodra, Cossengrün, Culmitzsch, Daßlitz, Eula, Friedmannsdorf, Greiz, Großdraxdorf, Großkundorf, Hohndorf, Kahmer, Katzendorf, Kleinkundorf, Kleinreinsdorf, Kühdorf, Markersdorf, Mohlsdorf, Neugernsdorf, Nitschareuth, Obergeißendorf, Reinsdorf, Reudnitz, Sorge-Settendorf, Teichwolframsdorf, Tschirma, Untergeißendorf, Waltersdorf bei Berga/Elster, Wernsdorf, Wildetaube, Wittchendorf, Wolfersdorf, Zickra bei Berga und Zoghaus.
Bei der Korrektur der Kreisreform im Dezember 1952 kamen auch noch die Gemeinden Erbengrün, Leiningen, Lunzig, Naitschau und Wellsdorf aus dem Kreis Zeulenroda sowie die Gemeinde Gottesgrün aus dem Kreis Werdau zum Kreis Greiz.

### Gemeindegebietsänderungen undUmgliederungenbis 1994
| Chronologie der Ein- und Umgliederung |
| --- |
| - 1. Januar 1956 – Ausgliederung der neuen Gemeinde Schönbach aus Cossengrün - 8. März 1956 – Eingliederung von Markersdorf in die Stadt Berga/Elster - 1. Januar 1958 – Eingliederung von Erbengrün in Wellsdorf - 1. Juli 1958 – Eingliederung von Albersdorf in die Stadt Berga/Elster - 1. Juli 1958 – Eingliederung von Pansdorf in Tremnitz - 1. Juli 1958 – Eingliederung von Katzendorf in Großkundorf - 1. April 1959 – Eingliederung von Eula in die Stadt Berga/Elster - 1. Januar 1960 – Eingliederung von Wittchendorf in Wildetaube - 1. Januar 1960 – Bildung der neuen Gemeinde Neumühle/Elster aus Teilen der Gemeinden Kleinreinsdorf, Nitschareuth, Tschirma und Waltersdorf - 1. Juli 1961 – Zusammenschluss von Obergeißendorf und Untergeißendort zur neuen Gemeinde Geißendorf - 4. November 1961 – Eingliederung von Cunsdorf in Schönbach - 1. Juni 1968 – Eingliederung von Culmitzsch in Friedmannsdorf - 1. Juni 1968 – Umgliederung von Friedmannsdorf in den Kreis Gera-Land - 1. Juli 1971 – Eingliederung von Altgernsdorf in Wildetaube - 1. Mai 1972 – Eingliederung von Noßwitz in die Stadt Elsterberg - 1. Januar 1974 – Eingliederung von Zickra bei Berga in Clodra - 1. Januar 1974 – Eingliederung von Sorge-Settendorf in Teichwolframsdorf - 1. Januar 1974 – Eingliederung von Großdraxdorf und Wernsdorf in Wolfersdorf - 15. Mai 1974 – Eingliederung von Kleinkundorf in die Stadt Berga/Elster - 1. Juli 1991 – Eingliederung von Geißendorf in die Stadt Berga/Elster - 1. April 1992 – Umgliederung der Stadt Elsterberg und der Gemeinde Görschnitz in den Kreis Plauen (Sachsen) - 22. Januar 1994 – Eingliederung von Leiningen und Tremnitz in Hohndorf - 22. Januar 1994 – Eingliederung von Tschirma in die Stadt Berga/Elster - 8. März 1994 – Eingliederung von Clodra und Wolfersdorf in die Stadt Berga/Elster - 8. März 1994 – Eingliederung von Gottesgrün, Kahmer und Reudnitz in Mohlsdorf - 8. März 1994 – Eingliederung von Naitschau, Wellsdorf und Zoghaus in Langenwetzendorf (Kreis Zeulenroda) - 25. März 1994 – Eingliederung von Großkundorf in Teichwolframsdorf - 30. Juni 1994 – Eingliederung von Reinsdorf in die Stadt Greiz - 1. August 1994 – Ausgliederung von Cunsdorf aus Schönbach und Rückgliederung in den Landkreis Plauen-Land |

Am 17. Mai 1990 wurde der Kreis in Landkreis Greiz umbenannt. Anlässlich der Wiedervereinigung der beiden deutschen Staaten wurde der Landkreis Greiz durch das Ländereinführungsgesetz im Oktober 1990 dem wiedergegründeten Land Thüringen zugesprochen. Bei der Kreisreform in Thüringen ging er am 1. Juli 1994 zusammen mit dem Kreis Gera-Land im Landkreis Greiz auf.
Zwischen 1990 und 1994 reduzierte sich Anzahl der Gemeinden im (Land-)Kreis durch Eingliederungen und Umgliederungen auf die Hälfte (32/16).

## Bevölkerungsdaten der Städte und Gemeinden
Bevölkerungsübersicht aller 32 Gemeinden des Kreises, die 1990 in das wiedergegründete Land Thüringen kamen.

Gemeinden des Kreises Greiz am 3. Oktober 1990 und heutige Zugehörigkeit. Stand: 1. Januar 2024

| AGS      | Gemeinde                     | Einwohner    | Einwohner     | Fläche (ha)   | heutige Zugehörigkeit       | heutige Zugehörigkeit |
| AGS      | Gemeinde                     | 3. Okt. 1990 | 31. Dez. 1990 | 31. Dez. 1990 | Gemeinde                    | Landkreis             |
| -------- | ---------------------------- | ------------ | ------------- | ------------- | --------------------------- | --------------------- |
| 16021020 | Berga/Elster, Stadt          | 3.273        | 3.241         | 1.668         | Berga-Wünschendorf          | Greiz                 |
| 16021030 | Clodra                       | 385          | 384           | 836           | Berga-Wünschendorf          | Greiz                 |
| 16021040 | Cossengrün                   | 486          | 482           | 185           | Greiz                       | Greiz                 |
| 16021060 | Daßlitz                      | 365          | 365           | 468           | Langenwetzendorf            | Greiz                 |
| 16021070 | Elsterberg, Stadt            | 4.709        | 4.596         | 698           | Elsterberg                  | Vogtlandkreis         |
| 16021090 | Geißendorf                   | 189          | 190           | 390           | Berga-Wünschendorf          | Greiz                 |
| 16021100 | Görschnitz                   | 240          | 240           | 254           | Elsterberg                  | Vogtlandkreis         |
| 16021110 | Gottesgrün                   | 255          | 257           | 396           | Mohlsdorf-Teichwolframsdorf | Greiz                 |
| 16021120 | Greiz, Stadt                 | 32.653       | 32.408        | 5.011         | Greiz                       | Greiz                 |
| 16021140 | Großkundorf                  | 164          | 165           | 460           | Mohlsdorf-Teichwolframsdorf | Greiz                 |
| 16021150 | Hohndorf                     | 461          | 461           | 747           | Greiz                       | Greiz                 |
| 16021160 | Kahmer                       | 255          | 260           | 335           | Mohlsdorf-Teichwolframsdorf | Greiz                 |
| 16021180 | Kleinreinsdorf               | 475          | 469           | 334           | Mohlsdorf-Teichwolframsdorf | Greiz                 |
| 16021190 | Kühdorf                      | 89           | 90            | 220           | Langenwetzendorf            | Greiz                 |
| 16021200 | Leiningen                    | 125          | 123           | 358           | Greiz                       | Greiz                 |
| 16021210 | Lunzig                       | 188          | 189           | 376           | Langenwetzendorf            | Greiz                 |
| 16021220 | Mohlsdorf                    | 1.655        | 1.643         | 1.338         | Mohlsdorf-Teichwolframsdorf | Greiz                 |
| 16021230 | Naitschau                    | 482          | 483           | 387           | Langenwetzendorf            | Greiz                 |
| 16021240 | Neugernsdorf                 | 200          | 197           | 380           | Langenwetzendorf            | Greiz                 |
| 16021250 | Neumühle/Elster              | 524          | 520           | 838           | Greiz                       | Greiz                 |
| 16021260 | Nitschareuth                 | 276          | 278           | 264           | Langenwetzendorf            | Greiz                 |
| 16021280 | Reinsdorf                    | 425          | 421           | 379           | Greiz                       | Greiz                 |
| 16021290 | Reudnitz                     | 860          | 855           | 360           | Mohlsdorf-Teichwolframsdorf | Greiz                 |
| 16021300 | Schönbach                    | 385          | 360           | 745           | Greiz                       | Greiz                 |
| 16021300 | Schönbach                    | 385          | 360           | 745           | OT Cunsdorf: Elsterberg     | Vogtlandkreis         |
| 16021320 | Teichwolframsdorf            | 1.946        | 1.948         | 1.277         | Mohlsdorf-Teichwolframsdorf | Greiz                 |
| 16021330 | Tremnitz                     | 145          | 146           | 403           | Greiz                       | Greiz                 |
| 16021340 | Tschirma                     | 142          | 140           | 309           | Berga-Wünschendorf          | Greiz                 |
| 16021350 | Waltersdorf bei Berga/Elster | 496          | 501           | 543           | Mohlsdorf-Teichwolframsdorf | Greiz                 |
| 16021360 | Wellsdorf                    | 287          | 285           | 433           | Langenwetzendorf            | Greiz                 |
| 16021380 | Wildetaube                   | 819          | 820           | 726           | Langenwetzendorf            | Greiz                 |
| 16021390 | Wolfersdorf                  | 606          | 606           | 1.214         | Berga-Wünschendorf          | Greiz                 |
| 16021410 | Zoghaus                      | 273          | 275           | 449           | Langenwetzendorf            | Greiz                 |
| 16021000 | Landkreis Greiz              | 53.833       | 53.398        | 22.781        |                             |                       |

## Wirtschaft und Verkehr
Anknüpfend an das traditionelle Gewerbe (Tuchmacherzünfte gab es seit 1627), bestimmte die Textilindustrie die Wirtschaftsstruktur des Landkreises. Die Kreisstadt Greiz galt seit 1900 als das Zentrum der ostthüringischen Textilindustrie mit Woll- und Seidenwebereien sowie Textilveredlungsbetrieben (VEB Greika). In Berga bestimmten die beiden Textilbetriebe VEB alwo und VEB Greika das ökonomische Profil der Stadt. Elsterberg war Standort des VEB Kunstseidenwerk »Clara Zetkin« und einiger anderer kleinerer Betriebe zur Herstellung von Baumwollstoffen, Bettwäsche und Futterstoff. Von den Betrieben anderer Industriezweige im Kreis hatte nur der VEB Chemiewerk Greiz-Dölau größere Bedeutung, der in der Kunststoffindustrie benötigte Materialien herstellte. In Elsterberg wurden Küchenherde produziert (VEB Wärmegerätetechnik), und in Berga befand sich der VEB Landtechnischer Anlagenbau.
Parallel zur Weißen Elster verlief die Eisenbahnlinie Gera–Plauen. Sie berührte alle drei Städte des Kreises. Transitstraßen gab es keine. In der Nähe von Greiz kreuzten sich die west-östlich verlaufende F 94 (Reichenbach–Zeulenroda) und die nord-südlich verlaufende F 92 (Gera–Plauen).

## Kfz-Kennzeichen
Den Kraftfahrzeugen (mit Ausnahme der Motorräder) und Anhängern wurden von etwa 1974 bis Ende 1990 dreibuchstabige Unterscheidungszeichen, die mit dem Buchstabenpaar NF begannen, zugewiesen. Die letzte für Motorräder genutzte Kennzeichenserie war NZ 30-01 bis NZ 40-00.
Anfang 1991 erhielt der Landkreis das Unterscheidungszeichen GRZ.